# اسون آکسبوم
اسون آکسبوم (سوئدی: Sven Axbom; ۱۵ اکتبر ۱۹۲۶ – ۸ آوریل ۲۰۰۶) بازیکن فوتبال اهل سوئد بود.
وی همچنین در تیم ملی فوتبال سوئد بازی کرده‌است.